# Gòrças
Gòrças (en francès Gorses) és un municipi francès situat al departament de l'Òlt i a la regió d'Occitània.

## Demografia
| 1962                                       | 1968 | 1975 | 1982 | 1990 | 1999 | 2007 |
| ------------------------------------------ | ---- | ---- | ---- | ---- | ---- | ---- |
| 584                                        | 650  | 535  | 554  | 511  | 355  | 363  |
| Des de 1962: població sense dobles comptes |      |      |      |      |      |      |

## Administració
| Període   | Identitat      | Partit |
| --------- | -------------- | ------ |
| 1959-2008 | René Goudal    | UMP    |
| 2008-     | Claudine Rigal |        |